# Северни Споради
Северните Споради или често наричани само Споради и Спорадски острови (на гръцки: Βόρειες Σποράδες, Вореис Спорадес) са един от островните архипелази на Гърция. Наричани са „северни“, за да бъдат отличавани от Южните Споради, които са по-известни с името Додеканези.

## Положение, граници, големина
Разположени са в западната част на Бяло море, в близост до източното крайбрежие на Гърция, от което ги отделя протокът Скиатос (ширина 4 km) и североизточно от големия остров Евбея,. Общата им площ е 505 km².

## Острови, геоложки строеж, релеф
Към островната група принадлежат 711 острова, множество островчета и изолирани скали, от тях 115 именовани. Населени са само 5: Алонисос, Скиатос, Скопелос, Перистера и Скирос (8 според други източници). Други по-големи са: Пелагос (Кира Панагия), Юра, Пипери, Скандзура, Скиропула, Валакса, Саракино, Псатура, Аделфи.
Релефът на повечето от островите е нископланински със средна надморска височина около 500 m. Максималната височина е 793 m (връх Ко̀хилас) и се намира на остров Скирос. Изградени са предимно от варовици, в които широко разпространение имат карстовите форми на релефа.

## Климат, води, растителност
Климатът на островите е горещ летен средиземноморски (Csa по класификацията на Кьопен). Основните климатични данни от метеорологичните станции на Скопелос и Скирос са както следва:
| Станция  | Z (m) | φ (°) | λ (°) | Τψ (°C) | m (°C) | Τθ (°C) | Μ (°C) | Tan (°C) | Τα (°C) | ΝΤ10 | ΝΤ20 | Pan | Ρα |
| -------- | ----- | ----- | ----- | ------- | ------ | ------- | ------ | -------- | ------- | ---- | ---- | --- | -- |
| Скопелос | 11    | 39,12 | 23,73 | 8,6     | 5,5    | 24,1    | 28,7   | 16,1     | 21,9    | 10   | 4    | 796 | 94 |
| Скирос   | 4     | 38,90 | 24,55 | 9,8     | 7,3    | 24,8    | 27,9   | 16,9     | 22,6    | 11   | 4    | 543 | 38 |

Частично са обрасли със средиземноморска растителност (маквиси).
Архипелагът е обитаван от 15 630 жители според преброяването от 2001 година. Най-голямо селище на архипелага е град Скопелос, разположен на едноименния остров. Административно островите са разделени между областните единици Споради (островите Скиатос, Скопелос и Алонисос заедно с 577 по-малки острова и скали, от тях именувани 75, с обща площ 280 км2) и Евбея (о. Скирос заедно със 134 по-малки острови и скали, от тях именувани 40, с обща площ 225 км2).
Основният поминък на населението са субтропичното земеделие, животновъдството и риболова.

## Морски парк Алонисос и Северни Споради
През май 1992 година в рамките на архипелага е създаден „Морски парк Алонисос и Северни Споради“ – най-голямата морска защитена местност в Европа с площ от 2260 km2. В обхвата на парка влизат сушата и акваториите на островите Алонисос, Перистера, Юра, Кира Панагия, Пипери, Псатура, Сканцура и 22 по-малки острова и скали.
Паркът е разделен на две зони A и B с намаляващи рестрикции както следва:
- Зона A обхваща територията и акваторията на островите Пипери (A1), Псатура (A2), Юра (A3), Кира Панагия (A4), Сканцура (A5), групата скали Коракас, Скантили и Полемика (A6), останалите скали в зона A (A7), рифът Пагос (A8), останалата морска територия в зона A (A9)
- Зона B обхваща акваторията между нос Каламос и нос Амони (B1), акваторията на залива Геракас (B2), територията до залива Геракас (B3), останалата територия и акватория в рамките на зона B (B4).[6]

1. ↑  Споради в превод от гръцки език означава разпръснати, със същата етимология е и думата спорадичен.
2. 1 2  ((en)) „Skyros – Britannica Concise“ (description), Britannica Concise, 2006, webpage: EB-Skyrosnotes „including Skiathos, Skopelos, Skyros, and Alonnisos.“
3. 1 2 3 4  Νέζης, Νίκος. Τα ελληνικά βουνά : γεωγραφική εγκυκλοπαίδεια. Τόμος 1. Α. Η Ελλάδα. Γεωγραφία και φυσικό περιβάλλον, Β. Τα ελληνικά νησιά και τα βουνά τους.   Αθήνα, Ελληνική Ομοσπονδία Ορειβασίας Αναρρίχησης : Κληροδότημα Αθ. Λευκαδίτη, 2010. ISBN 978-960-86676-5-5. σ. 257. (на гръцки)
4. 1 2  Γκουβά, Μάρκου, Σακελλαρίου, Νικόλαου. ΚΛΙΜΑ ΚΑΙ ΔΑΣΙΚΗ ΒΛΑΣΤΗΣΗ ΤΗΣ ΕΛΛΑΔΑΣ.   ΑΘΗΝΑ, ΕΘΝΙΚΟ ΑΣΤΕΡΟΣΚΟΠΕΙΟ ΑΘΗΝΩΝ ΙΝΣΤΙΤΟΥΤΟ ΕΡΕΥΝΩΝ ΠΕΡΙΒΑΛΛΟΝΤΟΣ ΚΑΙ ΒΙΩΣΙΜΗΣ ΑΝΑΠΤΥΞΗΣ, 2011. σ. 12-18, 157-163. (на гръцки) 
 Параметри: 
 Z – надморска височина на станцията 
 φ – географска ширина на станцията 
 λ – географска дължина на станцията 
 Τψ – средна температура на най-студения месец 
 m – средна минимална температура на най-студения месец 
 Τθ – средна температура на най-горещия месец 
 Μ – средна максимална температура на най-горещия месец 
 Tan – средна годишна температура 
 Τα – средна температура за четирите месеца май-август 
 ΝΤ10 – брой на месеците със средна температура > 10°C 
 ΝΤ20 – брой на месеците със средна температура > 20°C 
 Pan – среден годишен валеж 
 Ρα – среден валеж за четирите месеца май-август
5. ↑  ((ru)) «Большая Советская Энциклопедия» – Северные Спорады, т. 23, стр. 130
6. ↑  сайт на Морски парк Алонисос и Северни Споради //   Посетен на 20220819.